# Boerenbont

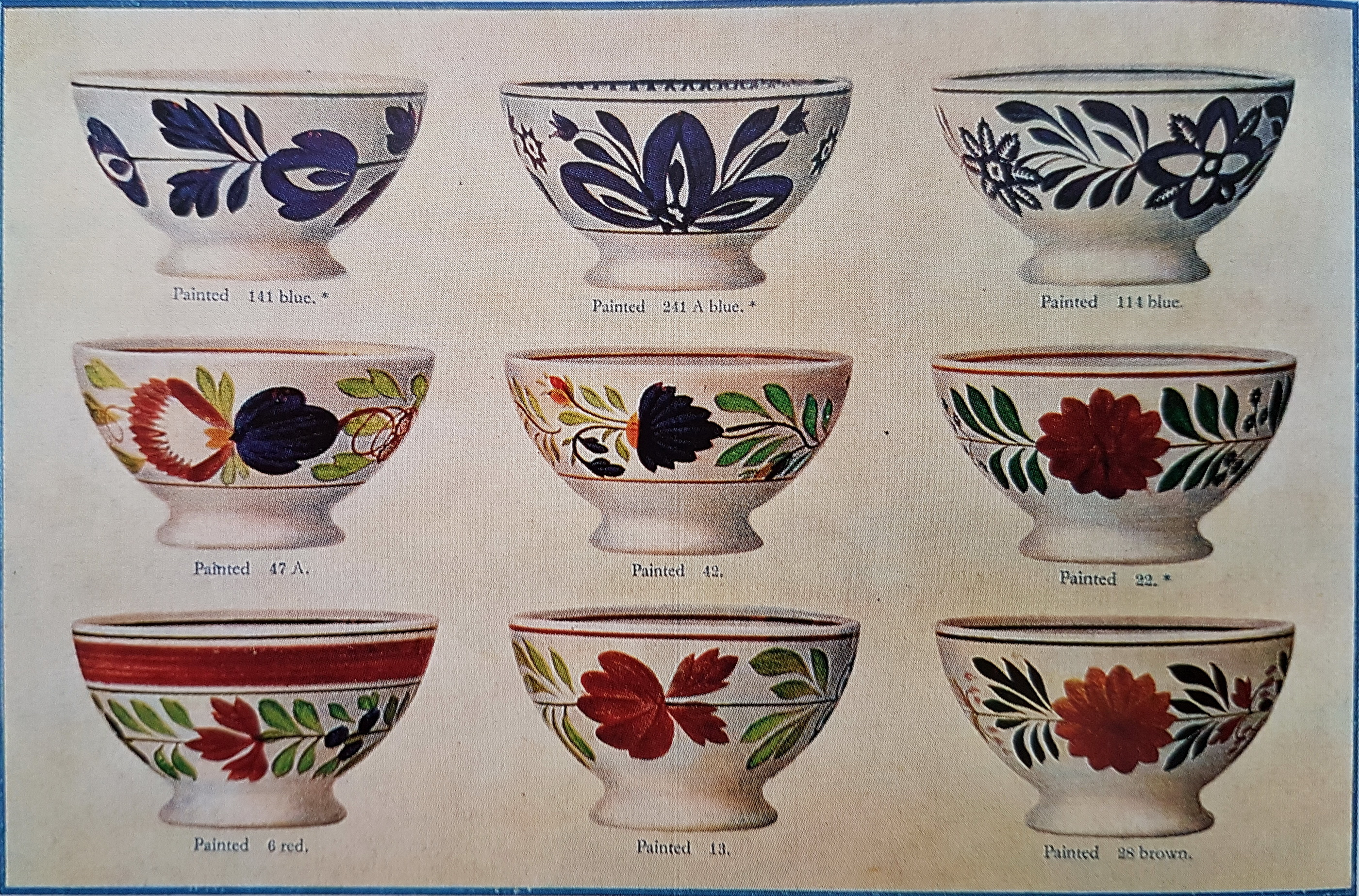
Kommen met boerenbont-motief uit een 19e-eeuwse catalogus van P. Regout & Co.

Boerenbont is een schildertechniek die vooral op serviesgoed wordt toegepast. Het geschilderde motief bestaat uit bloemmotieven in gestileerde vormen met slechts enkele kleuren.

## Geschiedenis
Waar het boerenbont precies vandaan komt is niet bekend. In de eerste helft van de 19e eeuw werden er naast de handgeschilderde motieven ook mechanisch geschilderde motieven verkocht. In Nederland begon Petrus Laurentius Regout in zijn aardewerkfabriek in Maastricht rond 1840 met de productie van boerenbontserviezen op industriële schaal. De Koninklijke Sphinx, zoals de fabriek van Regout later heette, continueerde tot 1969 de productie van boerenbont. Ook Mosa produceerde in die periode boerenbontserviezen. In die periode van circa 130 jaar werden in Maastricht zeker 200 verschillende motieven gebruikt. In België werd lange tijd boerenbont geproduceerd door Royal Boch.
De licentie van Royal Boch is inmiddels overgenomen door Royal Tableware BV, Amsterdam. De fabriek in België is gesloten. De productie is verplaatst naar verschillende landen, met name in het Verre Oosten. Het productieproces is ongewijzigd, dat wil zeggen dat het nog steeds handbeschilderd is. Het basismateriaal (aardewerk) is van een andere leverancier en wijkt iets af van het in België geproduceerde servies.
Boerenbont heeft al die jaren vele modewisselingen overleefd. Hoewel het slechts uit een beperkt aantal kleuren en motieven werd opgebouwd, kon er toch veel mee worden gevarieerd.

## Productie
De fabrieken waarin het boerenbont werd geschilderd hadden voornamelijk vrouwelijke medewerkers die met de hand de figuren schilderden. Dit werd als een soort lopendebandwerk verricht, want iedere medewerker schilderde maar een kleur, bijvoorbeeld het steeltje, de blaadjes van het takje of de blaadjes van de bloemen. Mannen deden geen schilderwerk, maar andere werkzaamheden elders in de fabriek.

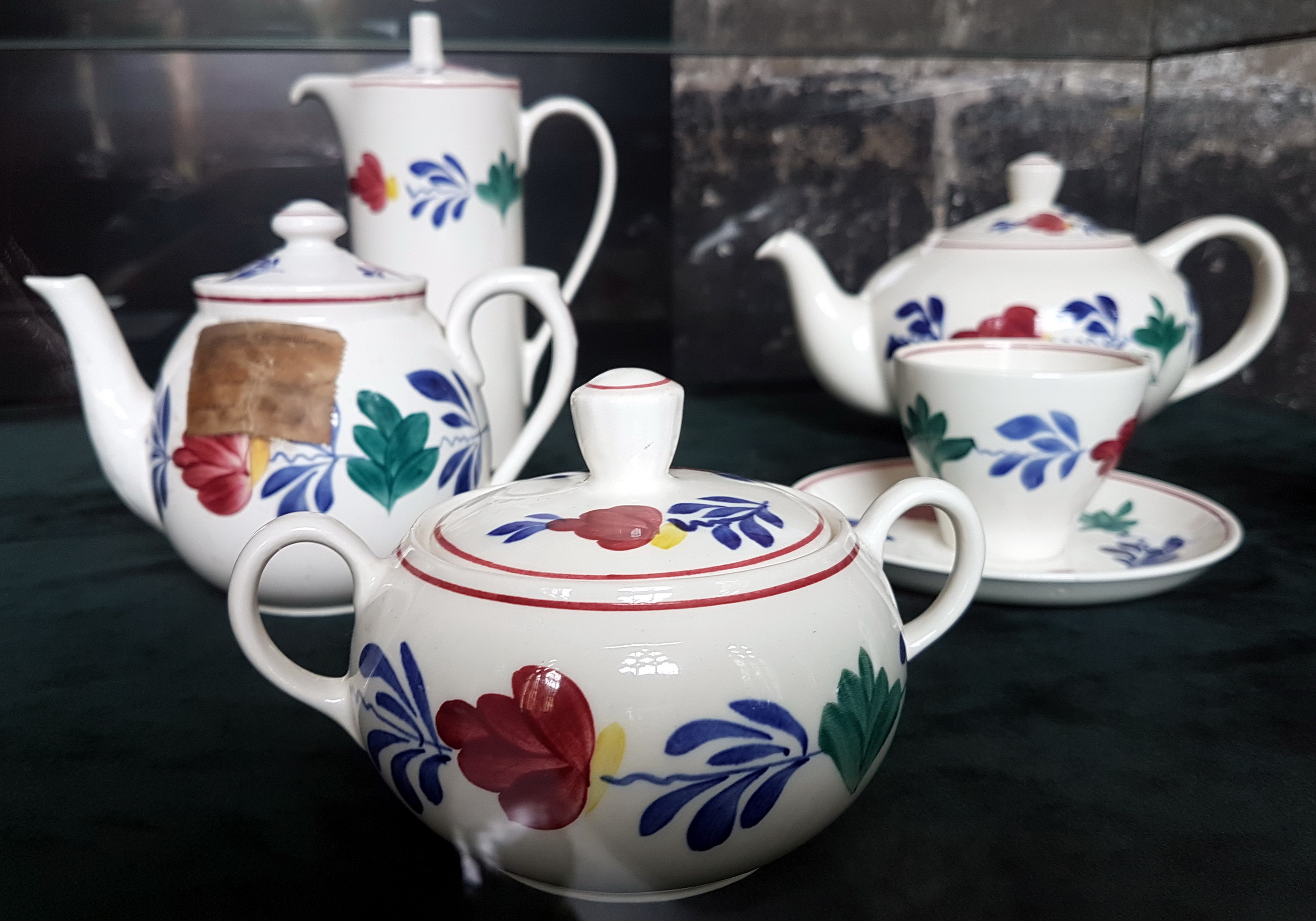
Ontbijtservies
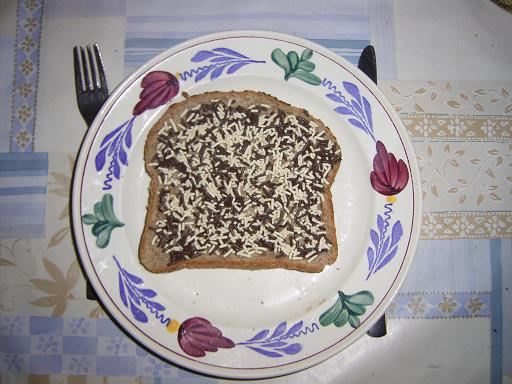
Ontbijtbord
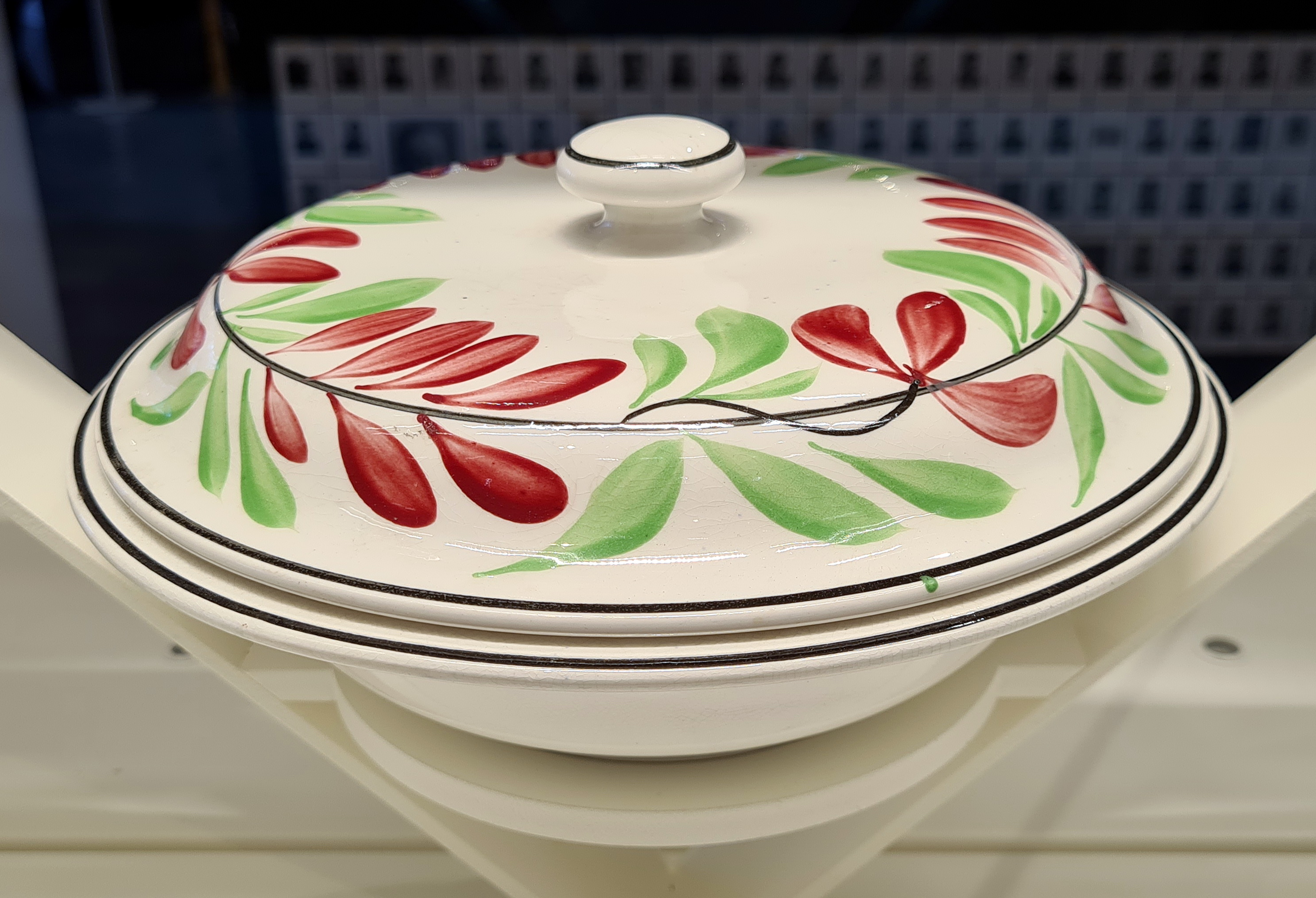
Schaal
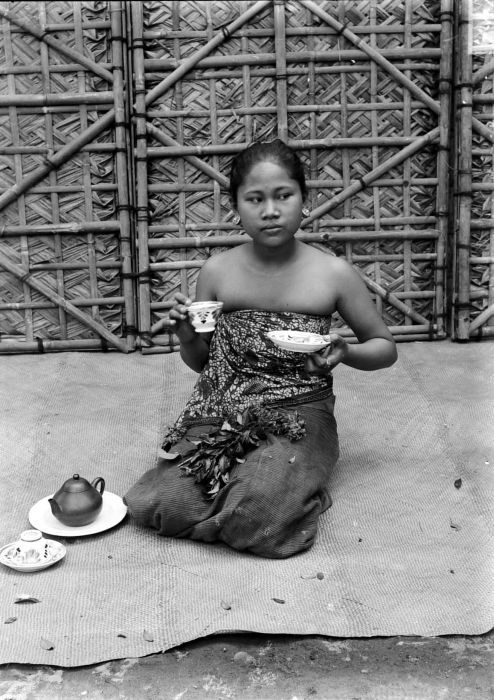
Boerenbont in Nederlands-Indië, begin 20e eeuw